# Lermineral
 Der er for få eller ingen kildehenvisninger i denne artikel, hvilket er et problem. Du kan hjælpe ved at angive troværdige kilder til de påstande, som fremføres i artiklen.

Lermineral er en sammenfattende benævnelse for de mineraler, som danner partikler i kornstørrelsen ler. Beroende på kemisk form, bliver lermineraler inddelt i 1:1-lermineraler og 2:1-lermineraler.

## 1:1-lermineraler
Disse lermineraler består af et tetraedisk kisellag og et oktaedrisk aluminiumslag, som holdes sammen ved hydrogenbinding med fælles syreatomer. Således kan hverken vand eller kat-ioner komme ind mellem de to lag. Van der Waals-kræfter er meget svage elektrostatiske kræfter. Derfor er disse lermineraler bløde mineraler
Disse lermineraler kendetegnes af en lav kat-ion-byttekapacitet, beskeden specifik overflade og fravær af krympende og svellende egenskaber.
Det almindeligste 1:1-lermineralet er kaolinit, men også halloysit, nakrit og dickit hører til disse.

## 2:1-lermineraler
Disse lermineraler kendetegnes af et oktaedisk lag mellem to tetraediske lag. Man skelner mellem tre hovedgrupper af 2:1-lermineraler: smektit, vermikulit og illit.

### Smektit
Lermineralgruppen smektit kendetegnes af en kraftg udvidelse (svelning) ved fugt og kraftig sammentrækning ved tørke. I smektitrige jorde resulterer sammentrækningen i store sprækker, hvor planterødderne let kan trænge ned i jorden. Ved fugt udvider jorden sig, hvorved sprækkerne forsvinder.
Smektit kendetegnes af en meget stor specifik overflade, som giver en høj kat-ion-byttekapacitet. Specielt den indre specifikke overflade er meget stor, ca 5-7 ggr større end den ydre specifikke overflade. Desuden får smektit-rige jorder høj plasticitet og høj kohesion. 
Det almindeligste smektitmineral er montmorillonit. Andre smektikmineraler er beidelit, nontronit og saponit.

### Vermikulit
Lermineralgruppen vermikulit har lignende egenskaber som smektit. Dog bliver krympningen og udvidelsen lidt mindre for vermikulit end for smektit. Der imod er kat-ion-byttekapaciteten endnu større for vermikulit end for smektit. 

### Illit
Lermineralgruppen illit kaldes også for finglimmer. Illitpartikler er betydeligt større end smektit-partikler og vermikulitpartikler. Illit har ingen udvidende og krympende egenskaber og således ingen indre specifik overflade. Resultatet er at kat-ion-byttekapaciteten bliver betydeligt mindre for illit end for andre 2:1-lermineraler.
En intressant egenskab ved illit er, at kalium bindes stærkt til illit, hvilket forhindrer udvidelse ved fugt. Efter som en ammonium-ion har samme ladning og samme ionradius som en kalium-ion, indebærer det, at store mængder ammonium kan bindes til illitpartiklerne.